# Dorothy Provine
Dorothy Michelle Provine (Deadwood, Dakota del Sur, 20 de enero de 1933 - Bremerton, 28 de abril de 2010) fue una cantante, bailarina, humorista y actriz cinematográfica y televisiva estadounidense.

## Biografía
Su nombre completo era Dorothy Michelle Provine, y nació en Deadwood, Dakota del Sur, siendo sus padres William y Irene Provine. Cursó estudios en la University of Washington en Seattle, Washington, donde se especializó en arte dramático. En sus comienzos, en Washington repartió premios para un concurso emitido por una cadena televisiva local, siendo entonces contratada por Warner Bros. con un sueldo de 500 dólares semanales. En Hollywood fue protagonista del film de 1958 The Bonnie Parker Story. Ese mismo año hizo un papel en un episodio de la serie de la NBC de género western Wagon Train, "The Marie Dupree Story". Al año siguiente formó parte del reparto de The 30 Foot Bride of Candy Rock, cinta en la que actuó por última vez en la pantalla Lou Costello. También en 1959, volvió a actuar en Wagon Train, en "Matthew Lowry Story", con un personaje que intervenía a lo largo de todo el episodio.
El 3 de enero de 1959 fue Laura Winfield en "The Bitter Lesson", episodio de la serie western de la NBC Cimarron City, protagonizado por John Smith, y en el cual actuaban Dan Blocker y Gregg Palmer. Pocas semanas después hizo un papel de reparto en "The Giant Killer", uno de los capítulos del show western de ABC/Warner Brothers Sugarfoot, protagonizado por Will Hutchins. 
Provine fue Ann Donnelly en 1959, en el episodio "The Confession", perteneciente a otro western de ABC/WB, Colt .45, interpretado por Wayde Preston. En dicha entrega también actuaban Charles Aidman y Don C. Harvey. En esa misma época actuó también en un episodio de la sitcom de ABC The Real McCoys, que interpretaba Walter Brennan.
También en el año 1959, fue "Chalmers" en el episodio "Blood Money", de la serie western de CBS The Texan, que protagonizaba Rory Calhoun, y en el cual intervenía Ralph Meeker. Otra serie western en la que fue actriz invitada fue Man Without a Gun, emitida en redifusión y protagonizada por Rex Reason. 
Provine tuvo un papel protagonista en dos series de ABC/WB: The Alaskans (1959 - 1960), con el papel de Rocky Shaw y acompañada de Roger Moore,  y The Roaring 20s (1960 - 1962), en la cual encarnaba a la cantante Pinky Pinkham, una actuación alabada por la revista Time. Rex Reason, de Man Without a Gun, coprotagonizaba con ella The Roaring 20s, actuando junto con Donald May, John Dehner, Mike Road y Gary Vinson. Provine grabó un disco con las canciones del show, y tuvo dos sencillos en la UK Singles Chart ("Don't Bring Lulu", n.º 17 en 1961, y "Crazy Words, Crazy Tune", n.º 45 en 1962).
Provine trabajó en septiembre de 1965 en el episodio, emitido en dos partes, "Alexander the Greater", que iniciaba la segunda temporada de El agente de CIPOL, serie en la que actuó junto con Rip Torn y David Opatoshu.
Con respecto a su trayectoria cinematográfica, Provine actuó, entre otras películas, en la cinta de Stanley Kramer El mundo está loco, loco, loco, loco (1963), Good Neighbor Sam (1964), La carrera del siglo (1965, en la que interpretó el tema He shouldn't-a, oughtn't-a swang on me), That Darn Cat! (1965), Kiss the Girls and Make Them Die (1966), Who's Minding the Mint? (1967) y Never a Dull Moment (1968).
Provine se casó en 1968 con el director televisivo y cinematográfico Robert Day, retirándose entonces de la actuación, aunque después hizo ocasionales trabajos como actriz invitada televisiva. El matrimonio se mudó a Bainbridge Island, Washington, hacia 1990, donde vivieron junto con su hijo.
Dorothy Provine falleció en Bremerton, Washington, en 2010, a causa de un enfisema. Sus restos fueron incinerados, y las cenizas esparcidas.

## Discografía
- The Roaring 20's, 1960, Warner Brothers: WM 4035 (W1394). Dirección musical de Alexander Courage.

## Filmografía

### Cine
- Live Fast, Die Young, de Paul Henreid (1958)
- The Bonnie Parker Story, de William Witney (1958)
- Riot in Juvenile Prison, de Edward L. Cahn (1959)
- The 30 Foot Bride of Candy Rock, de Sidney Miller (1959)
- Wall of Noise, de Richard Wilson (1963)
- El mundo está loco, loco, loco, loco, de Stanley Kramer (1963)
- Good Neighbor Sam, de David Swift (1964)
- La carrera del siglo, de Blake Edwards (1965)
- That Darn Cat!, de Robert Stevenson (1965)
- Se tutte le donne del mondo, de Henry Levin y Arduino Maiuri (1966)
- Who's Minding the Mint?, de Howard Morris (1967)
- Never a Dull Moment, de Jerry Paris (1968)

### Televisión
- Man Without a Gun, un episodio (1957)
- The Millionaire, un episodio (1958)
- Lawman, un episodio (1958)
- Mike Hammer, un episodio (1959)
- Cimarron City, un episodio (1959)
- The Real McCoys, un episodio (1959)
- Alfred Hitchcock presenta, episodio The Morning After (1959)
- The Rough Riders, un episodio (1959)
- Wagon Train, dos episodios (1958-1959)
- The Texan, un episodio (1959)
- Colt .45, un episodio (1959)
- Sugarfoot, dos episodios (1959)
- Bronco, un episodio (1959)
- The Alaskans, 37 episodios (1959-1960)
- The Roaring 20's, 45 episodios (1960-1962)
- The Red Skelton Show, un episodio (1962)
- 77 Sunset Strip, tres episodios (1958-1962)
- You're Only Young Once (1962)
- Intriga en Hawái, dos episodios (1962)
- The Gallant Men, un episodio (1963)
- Dr. Kildare, un episodio (1965)
- Bob Hope Presents the Chrysler Theatre, un episodio (1965)
- El agente de CIPOL, dos episodios (1965)
- The Danny Thomas Hour, un episodio (1968)
- The F.B.I., un episodio (1968)
- The Sound of Anger (1968)
- Love, American Style, un episodio (1970)
- Police Story, un episodio (1973)
- La mujer policía, un episodio (1976)